# Banu Cainuca
A Banu Cainuca (em árabe: بنو قينقاع; romaniz.: Banu Qaynuqa, Banu Qainuqa, Banu Kainuka ou Banu Kaynuka) foi uma das três principais tribos judaicas de Medina, atualmente na Arábia Saudita. Em 624, a tribo havia ameaçado a posição política de Maomé e um de seus membros atacado uma mulher muçulmana o que levou à expulsão de toda a tribo de Medina por violação a Constituição de Medina.